# Rumania en la Copa Mundial de Fútbol de 1994
La selección de Rumania fue uno de los 24 países participantes de la Copa Mundial de Fútbol de 1994, realizada en los Estados Unidos. Fue su segunda participación consecutiva en la Copa Mundial de Fútbol, y su sexta en total, tras haber alcanzado los octavos de final en Italia 1990 y ser elimanada en la tanda de penaltis ante Irlanda.
Rumania quedó emparejada en el Grupo A junto a Estados Unidos, Colombia y Suiza. La selección rumana debutó en el Estadio Rose Bowl el 14 de junio de 1994 ante Colombia y venció 1-3. El segundo partido lo disputó el 22 de junio en el Pontiac Silverdome ante Suiza y perdió por un gol a cuatro. El 26 de junio disputó su último partido de la fase de grupos, nuevamente en el Rose Bowl, ante la anfitriona Estados Unidos y venció por 0-1 con gol de Dan Petrescu.
La selección rumana logró clasificarse como primera de grupo y se midió en octavos de final a Argentina, el 3 de julio en el Rose Bowl. Los europeos vencieron 3-2 a los sudamericanos con dos goles de Ilie Dumitrescu y uno de Gheorghe Hagi. El 10 de julio se enfrentaron en cuartos de final a la selección de Suecia en el Stanford Stadium. El partido finalizó empate a dos goles tras disputar la prórroga y Florin Răducioiu anotó los dos goles de los rumanos. En la tanda de penaltis, Suecia —tercera en el podio final de la Copa del Mundo— venció por 4–5 tras el fallo final de Miodrag Belodedici y el gol de Henrik Larsson. Con este resultado, 6.º, la selección de Rumania logró su mejor puesto en una Copa del Mundo.

## Clasificación
| Pos. | Equipo                     | Pts. | PJ | G | E | P  | GF | GC | Dif. | Clasificación                   |     | ROU | BEL | RCS | WAL | CYP | FRO |
| ---- | -------------------------- | ---- | -- | - | - | -- | -- | -- | ---- | ------------------------------- | --- | --- | --- | --- | --- | --- | --- |
| 1    | Rumania                    | 22   | 10 | 7 | 1 | 2  | 29 | 12 | +17  | Clasifica a Estados Unidos 1994 |     | —   | 2–1 | 1–1 | 5–1 | 2–1 | 7–0 |
| 2    | Bélgica                    | 22   | 10 | 7 | 1 | 2  | 16 | 5  | +11  | Clasifica a Estados Unidos 1994 |     | 1–0 | —   | 0–0 | 2–0 | 1–0 | 3–0 |
| 3    | República Checa y Eslovaca | 17   | 10 | 4 | 5 | 1  | 21 | 9  | +12  |                                 |     | 5–2 | 1–2 | —   | 1–1 | 3–0 | 4–0 |
| 4    | Gales                      | 17   | 10 | 5 | 2 | 3  | 19 | 12 | +7   |                                 | 1–2 | 2–0 | 2–2 | —   | 2–0 | 6–0 |     |
| 5    | Chipre                     | 7    | 10 | 2 | 1 | 7  | 8  | 18 | −10  |                                 | 1–4 | 0–3 | 1–1 | 0–1 | —   | 3–1 |     |
| 6    | Islas Feroe                | 0    | 10 | 0 | 0 | 10 | 1  | 38 | −37  |                                 | 0–4 | 0–3 | 0–3 | 0–3 | 0–2 | —   |     |

 Fuente: 
Notas:
1. ↑  Durante la eliminatoria Checoslovaquia fue dividida en República Checa y Eslovaquia. Los dos países jugaron las eliminatorias juntos bajo el nombre "República Checa y Eslovaca".

## Jugadores
Datos corresponden a situación previo al inicio del torneo
| #  | Nombre             | Posición       | Edad | PJ Sel | Club                  |
| -- | ------------------ | -------------- | ---- | ------ | --------------------- |
| 1  | Florin Prunea      | Portero        | 25   | -      | Dinamo Bucureşti      |
| 2  | Dan Petrescu       | Defensa        | 26   | -      | Genoa                 |
| 3  | Daniel Prodan †    | Defensa        | 22   | -      | Steaua Bucureşti      |
| 4  | Miodrag Belodedici | Defensa        | 30   | -      | Valencia CF           |
| 5  | Ioan Lupescu       | Defensa        | 25   | -      | Bayer Leverkusen      |
| 6  | Gheorghe Popescu   | Defensa        | 26   | -      | PSV                   |
| 7  | Dorinel Munteanu   | Centrocampista | 25   | -      | Cercle Brugge         |
| 8  | Iulian Chiriţă     | Centrocampista | 27   | -      | Rapid Bucureşti       |
| 9  | Florin Răducioiu   | Delantero      | 24   | -      | AC Milan              |
| 10 | Gheorghe Hagi      | Centrocampista | 29   | -      | Brescia               |
| 11 | Ilie Dumitrescu    | Delantero      | 25   | -      | Steaua Bucureşti      |
| 12 | Bogdan Stelea      | Portero        | 26   | -      | Rapid Bucureşti       |
| 13 | Tibor Selymes      | Defensa        | 24   | -      | Cercle Brugge         |
| 14 | Gheorghe Mihali    | Defensa        | 28   | -      | Dinamo Bucureşti      |
| 15 | Basarab Panduru    | Centrocampista | 23   | -      | Steaua Bucureşti      |
| 16 | Ion Vlădoiu        | Delantero      | 25   | -      | Rapid Bucureşti       |
| 17 | Viorel Moldovan    | Delantero      | 21   | -      | Dinamo Bucureşti      |
| 18 | Constantin Gâlcă   | Centrocampista | 22   | -      | Steaua Bucureşti      |
| 19 | Corneliu Papură    | Defensa        | 20   | -      | Universitatea Craiova |
| 20 | Ovidiu Stîngă      | Centrocampista | 21   | -      | Universitatea Craiova |
| 21 | Marian Ivan        | Delantero      | 25   | -      | Braşov                |
| 22 | Ştefan Preda       | Portero        | 23   | -      | Petrolul Ploieşti     |
| DT | Anghel Iordănescu  |                |      |        |                       |

## Participación

### Primera fase
| Selección      | Pts. | PJ | PG | PE | PP | GF | GC | Dif. |
| -------------- | ---- | -- | -- | -- | -- | -- | -- | ---- |
| Rumania        | 6    | 3  | 2  | 0  | 1  | 5  | 5  | 0    |
| Suiza          | 4    | 3  | 1  | 1  | 1  | 5  | 4  | 1    |
| Estados Unidos | 4    | 3  | 1  | 1  | 1  | 3  | 3  | 0    |
| Colombia       | 3    | 3  | 1  | 0  | 2  | 4  | 5  | -1   |

| 18 de junio de 1994, 16:30 PDT | Colombia     | 1:3 (1:2) | Rumania                       | Rose Bowl, Los Ángeles                                              |                                                                     |
|                                | Valencia 43' | Reporte   | Răducioiu 15', 89' · Hagi 34' | Asistencia: 91.856 espectadores Árbitro(s): Jamal Al-Sharif (Siria) | Asistencia: 91.856 espectadores Árbitro(s): Jamal Al-Sharif (Siria) |

| 22 de junio de 1994, 16:00 EDT | Rumania  | 1:4 (1:1) | Suiza                                     | Pontiac Silverdome, Detroit                                     |                                                                 |
|                                | Hagi 35' | Reporte   | Sutter 16' · Chapuisat 52' · Knup 65' 72' | Asistencia: 61.428 espectadores Árbitro(s): Nadj Jouini (Túnez) | Asistencia: 61.428 espectadores Árbitro(s): Nadj Jouini (Túnez) |

| 26 de junio de 1994, 13:00 PDT | Estados Unidos | 0:1 (0:1) | Rumania      | Rose Bowl, Los Ángeles                                                        |                                                                               |
|                                |                | Reporte   | Petrescu 18' | Asistencia: 93.869 espectadores Árbitro(s): Mario van der Ende (Países Bajos) | Asistencia: 93.869 espectadores Árbitro(s): Mario van der Ende (Países Bajos) |

### Octavos de final
| 3 de julio de 1994 | Rumania                       | 3:2 (2:1) | Argentina                        | Rose Bowl, Los Ángeles                                                  |                                                                         |
|                    | Dumitrescu 11' 18' · Hagi 58' | Reporte   | Batistuta 16' (pen.) · Balbo 75' | Asistencia: 90.469 espectadores Árbitro(s): Pierluigi Pairetto (Italia) | Asistencia: 90.469 espectadores Árbitro(s): Pierluigi Pairetto (Italia) |

### Cuartos de final
| 10 de julio de 1994, 12:30 PDT | Rumania                                                         | 2:2 (1:1, 0:0) (t. s.)(4:5 p.) | Suecia                                                      | Stanford Stadium, San Francisco                                     |                                                                     |
|                                | Răducioiu 88', 101'                                             | Reporte                        | Brolin 78' · K. Andersson 115'                              | Asistencia: 83.500 espectadores Árbitro(s): Philip Don (Inglaterra) | Asistencia: 83.500 espectadores Árbitro(s): Philip Don (Inglaterra) |
|                                |                                                                 | Tiros desde el punto penal     |                                                             |                                                                     |                                                                     |
|                                | Răducioiu · Hagi · Lupescu · Petrescu · Dumitrescu · Belodedici |                                | Mild · K. Andersson · Brolin · Ingesson · Nilsson · Larsson |                                                                     |                                                                     |